# Fixseil

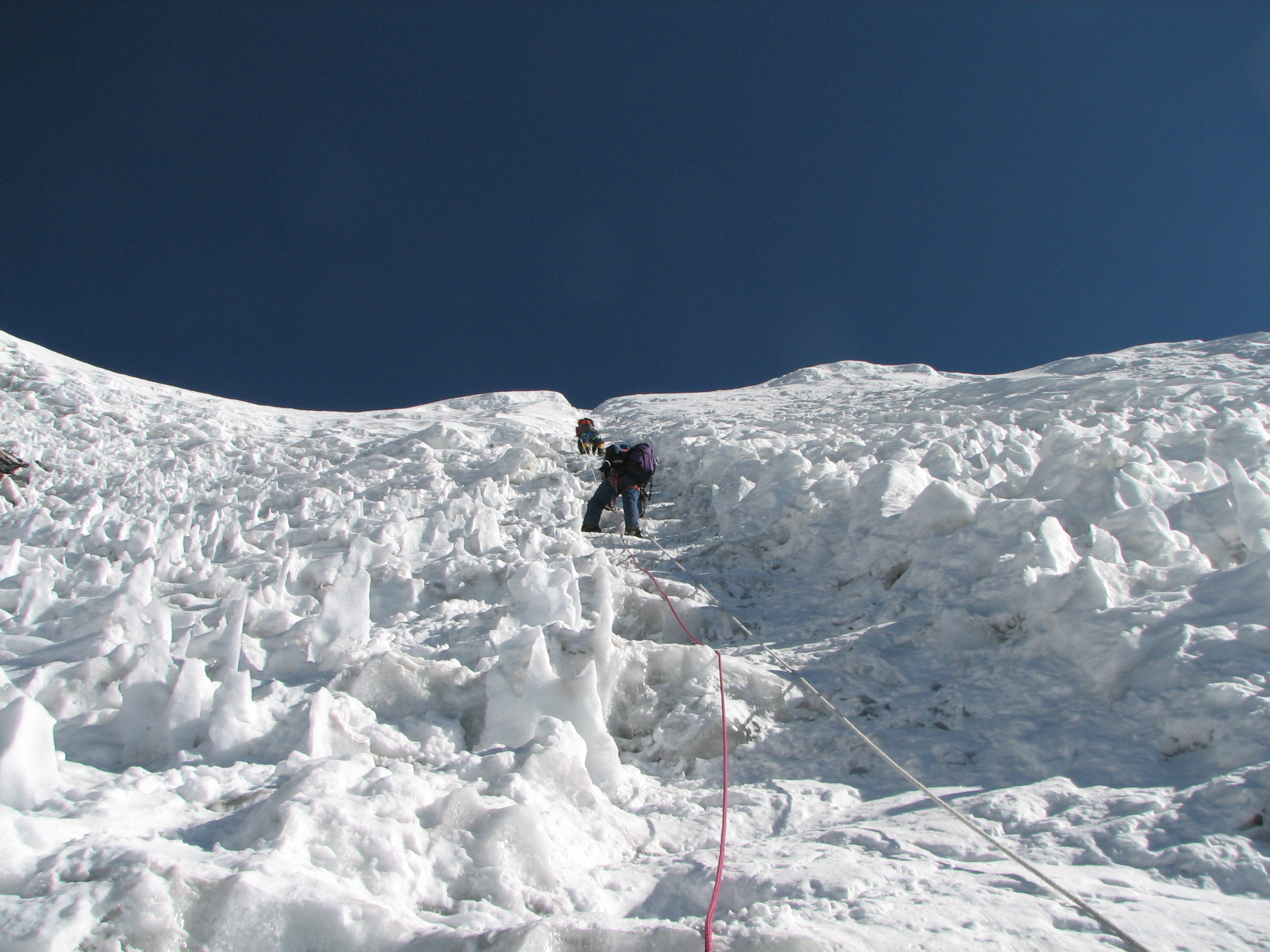
Fixseile am Island Peak (6189 Meter) im Himalaya

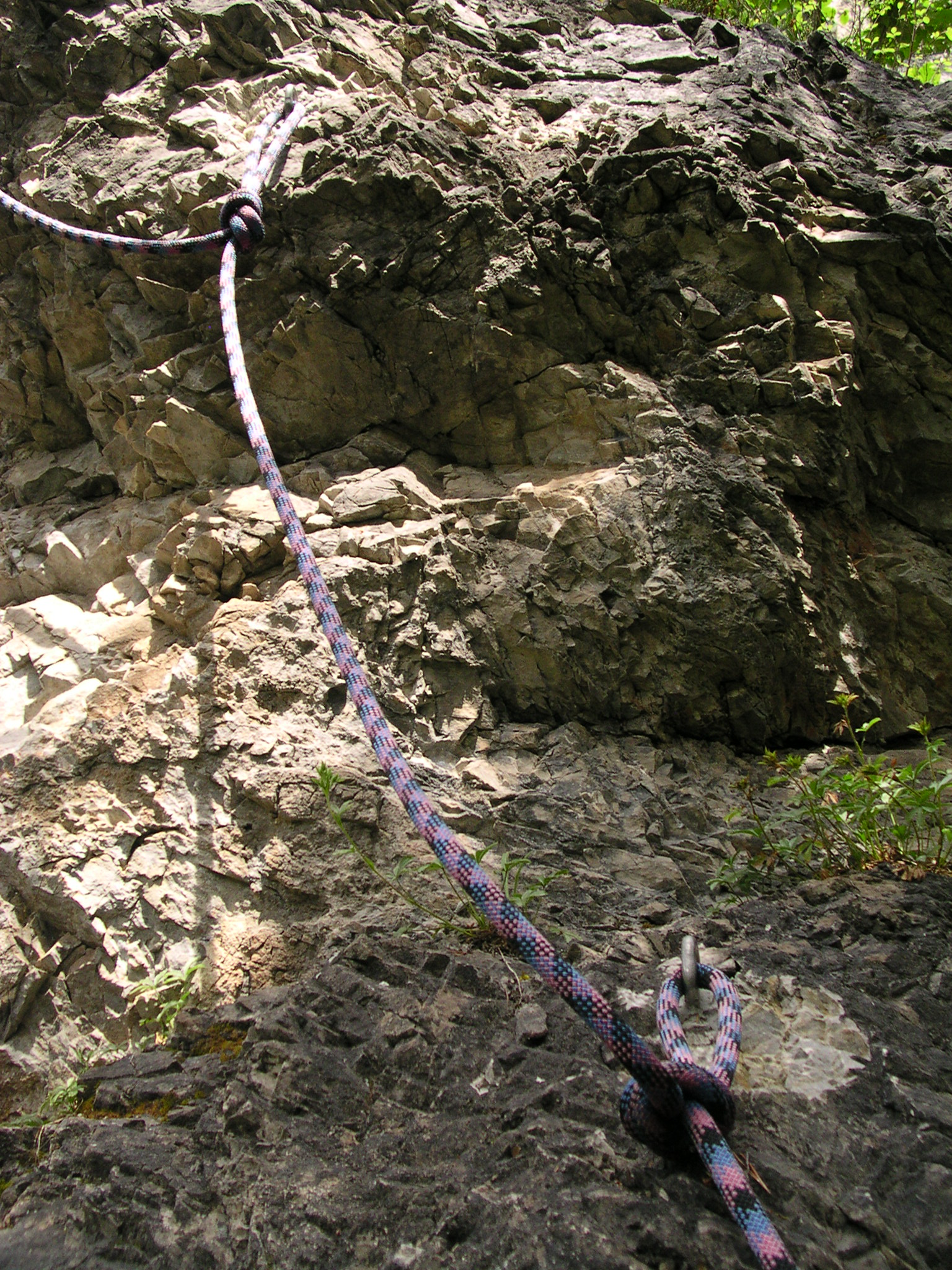
Fixseil in einem Klettergarten

Ein Fixseil ist ein fest im Fels oder Eis verankertes Seil, das beim Bergsteigen zur Sicherung und als Hilfe beim Auf- und Abstieg verwendet wird. Normalerweise ist beim Bergsteigen der Alpinist fix am Seil festgebunden, das Seil bewegt sich also mit dem Kletterer mit. Beim Fixseil hingegen bewegt sich der Kletterer am Seil entlang.
Manchmal werden auch die Drahtseile von Klettersteigen als Fixseile bezeichnet.

## Verwendung
Fixseile sind insbesondere dann sinnvoll, wenn eine Strecke schnell, mehrmals und von mehreren Personen überwunden werden muss, da in solchen Fällen das Sichern mit einem beweglichen Seil zu umständlich und zeitraubend sein kann. Nachteile des Fixseils liegen im Aufwand des vorherigen Anbringens und dem höheren Materialbedarf. 
Hauptsächlich werden Fixseile daher beim Höhenbergsteigen im Expeditionsstil eingesetzt. Hier müssen große Gruppen von Personen schwieriges Terrain oft mehrmals unter problematischen Bedingungen und mit viel Gepäck bewältigen (Einrichten von Hochlagern, Materialtransport) und die Möglichkeit eines schnellen Abstiegs kann lebenswichtig sein. Insbesondere bei großen, kommerziellen Expeditionen wird häufig mit Fixseilen gearbeitet. Z.B. wird im Khumbu-Eisbruch am Mount Everest von Sherpas im Frühjahr eine Route mit Fixseilen gesichert und diese Route wird dann von Expeditionen das ganze Jahr genutzt. Von vielen Alpinisten wird dieser Begehungsstil jedoch abgelehnt, der sogenannte Alpinstil fordert den  Verzicht auf Fixseile. 
Außerhalb des Expeditionsbergsteigens werden Fixseile nur selten verwendet. In höheren Felswänden können sie beim Bigwall-Klettern oder im Rahmen des Einrichtens von Neutouren temporär installiert werden, um schnell wieder an einen bestimmten Punkt aufsteigen zu können. Ein weiterer Einsatzbereich ist die alpine Bergetechnik. Auch bei schwierigen Arbeiten im alpinen Gelände (z. B. Errichtung von Wegen und Klettersteigen) kommen Fixseile zum Einsatz. Im Sportklettern finden sie manchmal bei der Erschließung neuer Kletterrouten Verwendung. In manchen Klettergärten sind die Zustiege zu schwierig erreichbaren Einstiegen mit Fixseilen versehen.

## Begehungstechnik
Für Fixseile sollten Statikseile mit einem Durchmesser von 8 bis 10 mm verwendet werden. Je nach der Charakteristik des Geländes (z. B. Steilheit) kann die Spannung des Seils und die Anzahl an Fixpunkten, an denen das Seil befestigt ist, variieren. Auch die Technik der Fortbewegung am Seil wird den Verhältnissen angepasst: Es können Sicherungskarabiner (ähnlich wie bei einem Klettersteig), Steigklemmen oder Prusikknoten eingesetzt werden. Beim Abstieg kann auch bei steilem Gelände der Abseilachter oder in flacherem Terrain die „Sherpatechnik“ (Umwickeln eines Armes mit dem Fixseil) benutzt werden.